# 大柑山
大柑山，又名“兄岛”，和小柑山，又名“弟岛”，共同组成“兄弟屿”，隶属于福建省东山县。 
大柑山是中国领海基点之一， 2006年中国人民解放军海军在岛上竖立了领海基点石碑。
兄弟屿灯桩，1988年7月建造。该灯桩东与澎湖列岛遥遥相望，西距福建东山港15海里。桩身高12米，灯高海拔74米，灯光射程10.5海里，配备太阳能充导板，灯桩北侧修建直径18米直升机降落坪台。